# 林柏希
林柏希（英語：William Lam，1977年3月5日—），前新城知訊台副執行節目總監（副台長）兼節目主持、唱片騎師，2016年1月8日新城大改革後有傳將被升任「副台長」。但他於同年8月19日辭職離開新城電台。

## 背景
林柏希生於1970年代一個小康之家，從小至今住在香港島中西區。他曾就讀聖公會聖彼得小學（1989年下午校六乙班畢業），其後畢業於英皇書院（在校時是領袖生），並到英國就讀寄宿學校 Caterham School 及在倫敦大學金匠學院完成傳理系榮譽學士課程。林柏希曾於新城電台做暑期工，大學畢業後，2000年正式受聘成為唱片騎師，直至2016年轉行當創意總監。他離職前是新城電台副執行節目總監（副台長）兼節目主持。
他現為餐飲集團的企業傳訊總監，並於2017年起成為網台「面包台」節目主持（2020年離職）。2021年起開始擔任網上平台「盒子BOX channel」節目《月傾會》主持。

## 曾主持廣播節目
新城電台
新城娛樂台
- 《開心大鬧鐘》
- 《星期日大菠蘿》
- 《點正娛樂》
- 《Hey!早晨》
- 《M-Power Station》
- 《是夜不是夜》
- 《全旅打》

新城知訊台
- 《晨「希」Good Day》
- 《音樂通世界》
- 《還看今天》
- 《勁爆樂勢力》
- 《原來生活好快樂》
- 《自在人生自學計劃》
- 《女當家 男當家》
- 《新紀元健康檔案》

面包台
- 《Hey！Cheers！》
- 《寵愛寵物Pet Pet台》
- 《樂壇在線POP SONG流行榜》

盒子BOX Channel
- 《月傾會》

## 舞台劇
- 2013年：《流芳濟世》  (張衛健、劉松仁、許紹雄、陳美琪合演)
- 2013年：《常寂園》 (區文詩合演)
- 2014年：《尋魂記》 (麥家瑜、陸詩韻合演)
- 2016年：《你很特別》
- 2017年：《昆蟲王國奇遇記》
- 2018年：《你很特別》（重演版）

## 參與節目
無綫電視
- 2007年：問題娛樂圈（與 薛家燕、慢必組隊參與）
- 2016年：樂壇詞聖盧國沾（嘉賓）
- 2021年：勁歌金曲（嘉賓）
- 2022年：思家大戰（嘉賓）

NowTV
- 2012年：操控音樂

ViuTV
- 2020年：今日疫情
- 2020年：今晚趁熱食

香港電台
- 2014年 社企有道2之生命維修站
- 2016年 快樂從心開始2之有鋪癮

## 參與電影
- 2022年：飯戲攻心 （客串飾演火鍋外賣員）

## 參與廣告
- 萬寧 知多D預放篇
- Airwaves爽朗黑加倫子無糖香口珠
- 益達香口珠
- Airwaves爽朗無糖香口珠
- 七喜
- 肯德基家鄉雞
- Alcatel 阿爾卡特 OT512
- 百佳
- 香江明珠激光匯演
- 鴻星海鮮酒家

## 歌曲
- 《星期日大菠蘿》（新城電台節目星期日大菠蘿節目主題曲，李紫昕合唱）
- 《Life Goes On》 (新城電台廣播劇【分享情．活出愛】廣播劇主題曲) ，與葉文輝、張卓賢及胡凱澄合唱
- 《超合金》 作曲：曹震豪、作詞：梁栢堅
- 《廿年知音》 （與新城電台一眾DJ合唱）

## 外部連結
- 林柏希的新浪微博
- 林柏希的Facebook專頁
- 林柏希的Instagram帳戶
- 新城電台主持簡介 （页面存档备份，存于）
- 參與工作 （页面存档备份，存于）
- 林柏希味看夠世界 （页面存档备份，存于）